# Брозданы
Брозданы — деревня в Шумячском районе Смоленской области России. Входит в состав Руссковского сельского поселения. По состоянию на 2007 год постоянного населения не имеет. 
Расположена в юго-западной части области в 16 км к западу от Шумячей, в 15 км севернее автодороги А101 Москва — Варшава («Старая Польская» или «Варшавка»), на берегу реки Соженка. В 16 км юго-восточнее деревни расположена железнодорожная станция Осва на линии Рославль — Кричев. 

## История
Упоминается в 1752 году в составе имения Песчанка в Мстиславском воеводстве Великого княжества Литовского. В годы Великой Отечественной войны деревня была оккупирована гитлеровскими войсками в августе 1941 года, освобождена в сентябре 1943 года.